# Cook County (Illinois)

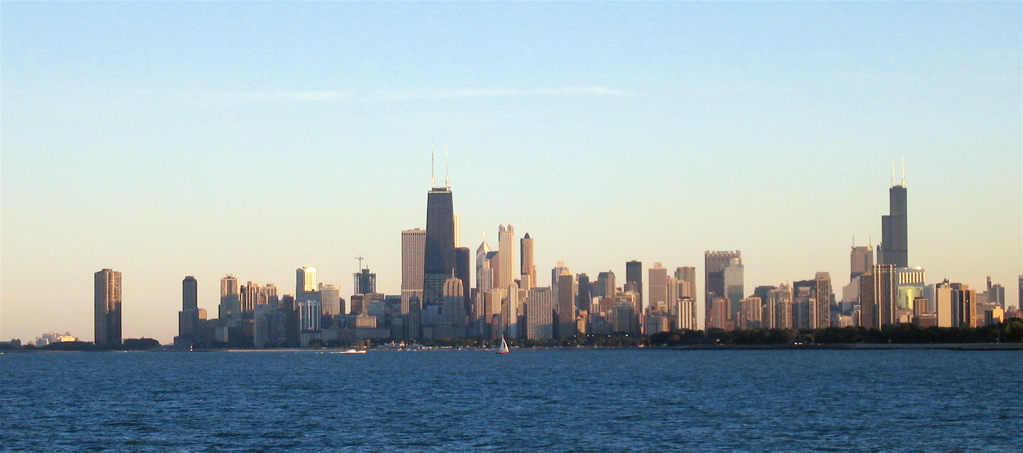
Skyline von Chicago

Das Cook County ist ein County im US-amerikanischen Bundesstaat Illinois. Im Jahr 2020 hatte das County 5.275.541 Einwohner und eine Bevölkerungsdichte von 2153,3 Einwohnern pro Quadratkilometer. Der Verwaltungssitz (County Seat) ist die Millionenstadt Chicago, in der 54 Prozent der Bevölkerung des Countys leben. Politisch ist das County sehr stark von den Demokraten dominiert.
Das County ist das Zentrum der Metropolregion Chicago.
Gemessen an der Bevölkerungszahl ist es das zweitgrößte County der USA, nach dem Los Angeles County in Kalifornien mit über 9 Millionen Einwohnern. Fast jeder zweite Bewohner von Illinois wohnt im Cook County.

## Geografie
Das County liegt am Westufer des Michigansees und grenzt im Südosten an Indiana. Es hat eine Fläche von 4235 Quadratkilometern, wovon 1785 Quadratkilometer Wasserfläche sind. An das Cook County grenzen folgende Nachbarcountys:
| McHenry County             | Lake County |                            |
| Kane County, DuPage County |             | Berrien County (Michigan)1 |
|                            | Will County | Lake County (Indiana)      |

1 - Seegrenze im Michigansee

### Flüsse
- Chicago River
- Crooked Creek
- Mill Creek

## Geschichte
Cook County wurde als 54. County in Illinois am 15. Januar 1831 aus dem Putnam County gebildet und nach Daniel Pope Cook benannt, einem der ersten Repräsentanten und ersten Generalstaatsanwalt von Illinois. 1831 lebten in diesem Gebiet rund 100 Menschen. Im Jahr 1900 lebten hier bereits 1,8 Millionen und 1970 wurde der bisherige Höchststand mit 5,492 Millionen erzielt.
Der erste Siedler im heutigen Stadtgebiet von Chicago war wohl 1779 Jean Baptiste Point du Sable aus Santo Domingo. Er erbaute die erste befestigte Ansiedlung im Bereich der heutigen DuSable Bridge und der Noth Bank. Verheiratet war er mit einer Indianerin aus der Gegend. Seine Ehe gilt als die erste im Großraum Chicago. Der erste weiße Siedler war der in Québec geborene John Kinzie, ein Indianerhändler, der seinen Handelsposten 1804 an der Mündung des Chicago River baute.
Die gute Lage am Michigansee, der früh erbaute Hafen, die Handelswege über den See, die Verbindung durch den Des Plaines River bis zum Mississippi River waren die ersten Garanten für ein aufstrebendes County. Die Galena & Chicago Union war die erste Eisenbahngesellschaft, die kleinere Linien baute. 1849 hatte sich Chicago zum zweitgrößten Eisenbahnbauer entwickelt und wurde zum Industriestandort. Bereits drei Jahre später hatte die Masse der transportierten Güter die der Dampfschiffe überholt. 1895 konnte man mit 38 verschiedenen Eisenbahnlinien das Stadtzentrum von Chicago erreichen.

### Historische Objekte
- Liste der Einträge im National Register of Historic Places in Chicago-Zentrum
- Liste der Einträge im National Register of Historic Places in Chicago-Nord
- Liste der Einträge im National Register of Historic Places in Chicago-West
- Liste der Einträge im National Register of Historic Places in Chicago-Süd
- Liste der Einträge im National Register of Historic Places im Cook County außerhalb von Chicago

## Demografische Daten
Nach der Volkszählung im Jahr 2010 lebten im Cook County 5.194.560 Menschen in 1.936.481 Haushalten. Die Bevölkerungsdichte betrug 2120,2 Einwohner pro Quadratkilometer. In den 1.936.481 Haushalten lebten statistisch je 2,63 Personen.
Die Bevölkerung setzt sich zusammen aus 55,4 Prozent Weißen, 24,8 Prozent Afroamerikanern, 0,4 Prozent amerikanischen Ureinwohnern, 6,2 Prozent Asiaten und anderen Ethnien; 2,5 Prozent haben Eltern unterschiedlicher Herkunft. 24 Prozent der Bevölkerung sind spanischer oder lateinamerikanischer Abstammung.
23,7 Prozent der Bevölkerung waren unter 18 Jahre alt, 64,4 Prozent waren zwischen 18 und 64 und 11,9 Prozent waren 65 Jahre oder älter. 51,6 Prozent der Bevölkerung waren weiblich.

Das jährliche Durchschnittseinkommen eines Haushalts lag bei 53.942 USD. Das Prokopfeinkommen betrug 29.335 USD. 15,3 Prozent der Einwohner lebten unterhalb der Armutsgrenze.

## Ortschaften im Cook County
Citys
| - Berwyn - Blue Island - Burbank - Bridgeview - Calumet City - Chicago | - Chicago Heights - Country Club Hills - Countryside - Des Plaines - Elgin1 - Evanston | - Harvey - Hickory Hills - Hometown - Markham - Northlake - Oak Forest | - Oak Lawn - Palos Heights - Palos Hills - Park Ridge - Rolling Meadows |

Town
- Cicero

Villages
| - Alsip - Arlington Heights - Barrington2 - Barrington Hills3 - Bartlett4 - Bedford Park - Bellwood - Bensenville5 - Berkeley - Broadview - Brookfield - Buffalo Grove2 - Burnham - Burr Ridge6 - Calumet Park - Chicago Ridge - Crestwood - Deer Park7 - Deerfield7 - Dixmoor - Dolton - East Dundee8 | - East Hazel Crest - Elk Grove Village6 - Elmhurst6 - Elmwood Park - Evergreen Park - Flossmoor - Ford Heights - Forest Park - Forest View - Frankfort9 - Franklin Park - Glencoe - Glenview - Glenwood - Golf - Hanover Park6 - Harwood Heights - Hazel Crest - Hillside - Hinsdale5 - Hodgkins - Hoffman Estates2 | - Homewood - Indian Head Park - Inverness - Justice - Kenilworth - La Grange - La Grange Park - Lansing - Lemont - Lincolnwood - Lynwood - Lyons - Matteson10 - Maywood - Midlothian - Morton Grove - Mount Prospect - Niles - Norridge - North Riverside - Northbrook - Northfield | - Oak Brook5 - Oak Park - Olympia Fields - Orland Hills - Orland Park - Palatine - Palos Park - Park Forest10 - Phoenix - Posen - Prospect Heights - Richton Park - River Forest - River Grove - Riverdale - Riverside - Robbins - Roselle5 - Rosemont - Sauk Village10 - Schaumburg6 - Schiller Park | - Skokie - South Barrington - South Chicago Heights - South Holland - Steger10 - Stickney - Stone Park - Streamwood - Summit - Thornton - Tinley Park10 - University Park9 - Westchester - Western Springs - Wheeling2 - Willow Springs5 - Wilmette - Winnetka - Woodridge11 - Worth |

Unincorporated Communitys
- Hines
- La Grange Highlands
- Sutton

  1 - überwiegend im Kane County

  2 - teilweise im Lake County

  3 - teilweise im Kane, Lake und im McHenry County

  4 - teilweise im DuPage und im Kane County

  5 - überwiegend im DuPage County

  6 - teilweise im DuPage County

  7 - überwiegend im Lake County

  8 - überwiegend im Kane County

  9 - überwiegend im Will County

10 - teilweise im Will County

11 - überwiegend im DuPage und teilweise im Will County

## Gliederung
Das Cook County ist in 30 Townships eingeteilt:
| Township            | Einwohner (2010) | FIPS     |
| ------------------- | ---------------- | -------- |
| Barrington Township | 15.636           | 17-03831 |
| Berwyn Township     | 56.657           | 17-05586 |
| Bloom Township      | 90.922           | 17-06561 |
| Bremen Township     | 110.118          | 17-07939 |
| Calumet Township    | 20.777           | 17-10474 |
| Cicero Township     | 83.891           | 17-14364 |
| Elk Grove Township  | 92.905           | 17-23243 |
| Evanston Township   | 74.486           | 17-24595 |
| Hanover Township    | 99.538           | 17-32694 |
| Lemont Township     | 21.113           | 17-42808 |
| Leyden Township     | 92.890           | 17-43120 |
| Lyons Township      | 111.688          | 17-45447 |
| Maine Township      | 135.772          | 17-46162 |
| New Trier Township  | 55.424           | 17-52909 |
| Niles Township      | 105.882          | 17-53013 |

| Township              | Einwohner (2010) | FIPS     |
| --------------------- | ---------------- | -------- |
| Northfield Township   | 85.102           | 17-53676 |
| Norwood Park Township | 26.385           | 17-54430 |
| Oak Park Township     | 51.878           | 17-54898 |
| Orland Township       | 97.558           | 17-56614 |
| Palatine Township     | 112.994          | 17-57238 |
| Palos Township        | 54.615           | 17-57355 |
| Proviso Township      | 151.704          | 17-62133 |
| Rich Township         | 76.727           | 17-63498 |
| River Forest Township | 11.172           | 17-64317 |
| Riverside Township    | 15.594           | 17-64434 |
| Schaumburg Township   | 131.288          | 17-68016 |
| Stickney Township     | 40.772           | 17-72689 |
| Thornton Township     | 169.326          | 17-75198 |
| Wheeling Township     | 153.630          | 17-81100 |
| Worth Township        | 152.633          | 17-83531 |

|  |

Die Stadt Chicago gehört keiner Township an.